# Hotel Tianzi w Langfang
Hotel Tianzi w Langfang (pol. Hotel Syna Niebios) – hotel w mieście Langfang w prowincji Hebei.
Dziesięciopiętrowy hotel o wysokości 42 metrów zbudowano w 2000 roku. Nazwa oznacza Hotel Syna Niebios, jednak używana jest także nazwa Dom Trzech Herosów, która nawiązuje do kształtu budowli. Fasadę budynku zdobią postaci popularnych w wierzeniach ludowych trzech bóstw gwiezdnych zwanych Sanqing − figury sięgają od ziemi do końca ostatniej kondygnacji, a ich głowy oraz ręce wystają poza obrys frontowej elewacji. Postaci przedstawiono w tradycyjnych strojach oraz z atrybutami ich cech w dłoniach. Okna znajdują się na ścianach pomiędzy postaciami oraz w ornamentach ich szat.
Nazwa hotelu pochodzi od okolicy, w której go zbudowano, tj. ogrodu syna niebios.
W przeciwieństwie do bogato zdobionej elewacji, pokoje urządzono skromnie. Jedynie dwa z nich wyróżniają się z całości ze względu na swoją lokalizację. Pierwszy pokój umieszczono w brzoskwini, trzymanej przez jednego z bogów, natomiast drugi zlokalizowano w głowie środkowego bóstwa.
Z powodu nietypowego wyglądu i konstrukcji fasady budynek zdobył tytuł „największego na świecie budynku wizerunkowego” i pod tą nazwą umieszczony został w Księdze rekordów Guinnessa w 2001 roku.